# QMJHL Humanitarian of the Year
QMJHL Humanitarian of the Year je hokejová trofej udělovaná každoročně hráči juniorské ligy Quebec Major Junior Hockey League, který se nejvíce zapojil do humanitární pomoci.

## Držitelé QMJHL Humanitarian of the Year
| Sezóna           | Jméno                      | Tým                          |
| Wittnauer Plaque | Wittnauer Plaque           | Wittnauer Plaque             |
| ---------------- | -------------------------- | ---------------------------- |
| 2013-14          | Charles-David Beaudoin     | Drummondville Voltigeurs     |
| 2012-13          | Konrad Abeltshauser        | Halifax Mooseheads           |
| 2011–12          | Vincent Barnard            | Québec Remparts              |
| 2010–11          | Gabriel Lemieux            | Shawinigan Cataractes        |
| 2009–10          | Nick MacNeil               | Cape Breton Screaming Eagles |
| 2008–09          | Matthew Pistilli           | Shawinigan Cataractes        |
| 2007–08          | Chris Morehouse            | Moncton Wildcats             |
| 2006–07          | Roger Kennedy              | Halifax Mooseheads           |
| 2005–06          | Joey Ryan                  | Québec Remparts              |
| 2004–05          | Guillaume Desbiens         | Rouyn-Noranda Huskies        |
| 2003–04          | Josh Hennessy              | Québec Remparts              |
| 2002–03          | David Massé                | Québec Remparts              |
| 2002–03          | A. J. MacLean              | Halifax Mooseheads           |
| 2001–02          | Jonathan Bellemare         | Shawinigan Cataractes        |
| 2000–01          | Ali MacEachern             | Halifax Mooseheads           |
| 1999–00          | Simon Gamache              | Val-d'Or Foreurs             |
| 1998–99          | Philippe Sauvé             | Rimouski Océanic             |
| 1997–98          | David Thibeault            | Victoriaville Tigres         |
| Karcher Plaque   |                            |                              |
| 1996–97          | Jason Groleau              | Victoriaville Tigres         |
| 1995–96          | Daniel Brière              | Drummondville Voltigeurs     |
| 1994–95          | David-Alexandre Beauregard | Saint-Hyacinthe Laser        |
| 1993–94          | Stephane Roy               | Val-d'Or Foreurs             |
| 1992–93          | Jean Nadeau                | Shawinigan Cataractes        |